# Been (ledemaat)

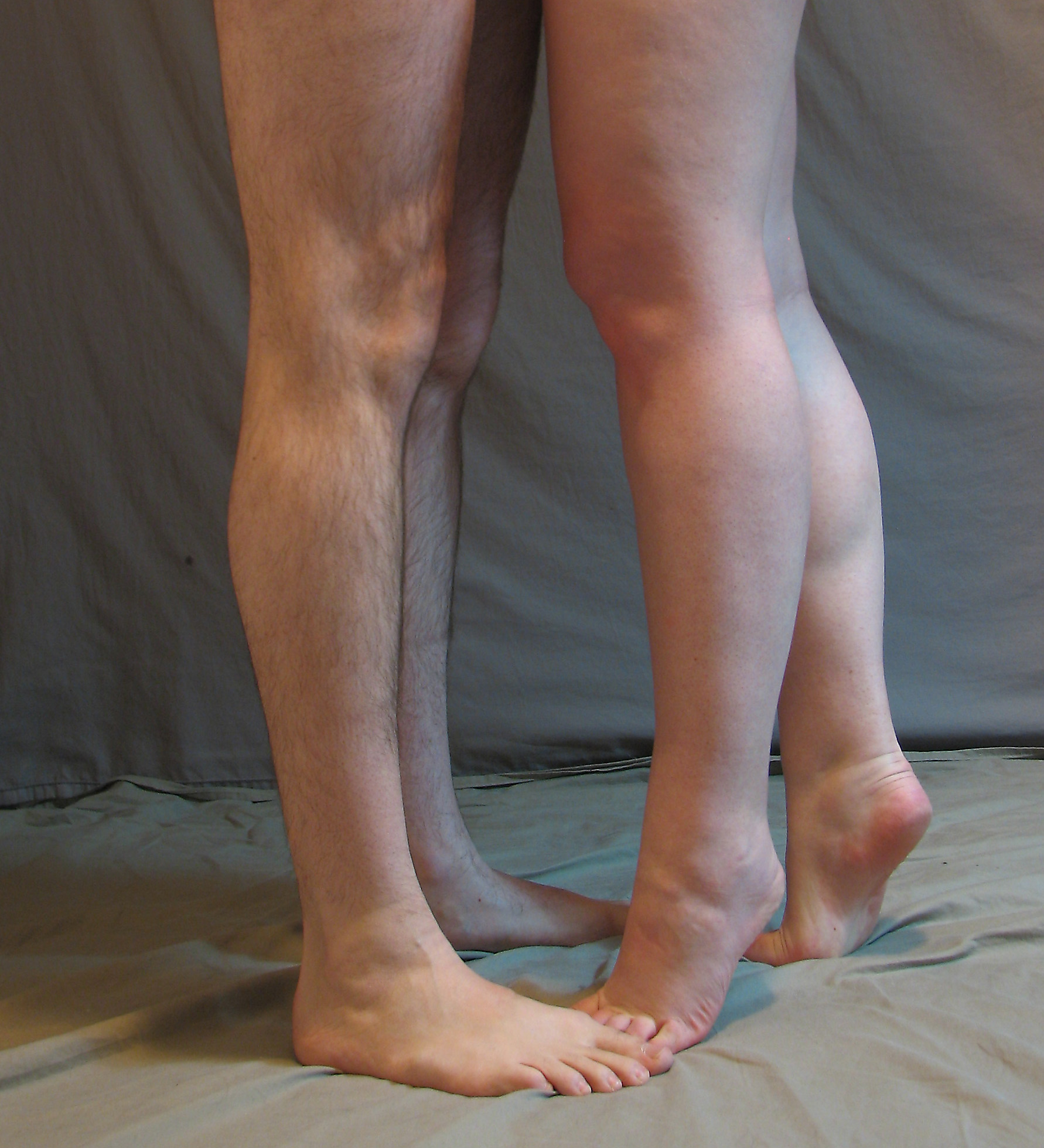
Mannen- en vrouwenbenen

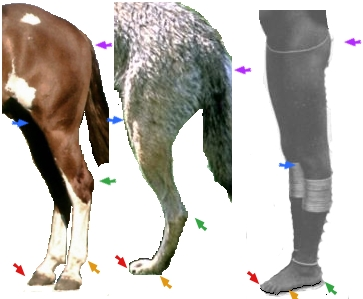
links:paardenbeen, midden:hondenpoot, rechts:menselijk been;
rood: hoef, pootnagel of teennagel; geel: bal; groen: hiel; blauw: kniegewricht; violet: heupgewricht

Een achterpoot, of been bij de mens en paard, is een ledemaat van dieren dat het gewicht deels draagt en dat mede voor voortbeweging zorgt. 
Bij de mens is de arm dusdanig geëvolueerd dat deze niet meer gebruikt wordt bij de voortbeweging.

## Mens
Bij de mens wordt het been verdeeld in bovenbeen (ook dij genoemd), knie, onderbeen, enkel en voet. In het dagelijks spraakgebruik wordt de voet niet tot het been gerekend.
botten
- dijbeen (femur)
- knieschijf (patella)
- scheenbeen (tibia)
- kuitbeen (fibula)
- hielbeen (calcaneus)
- sprongbeen (talus)
- voetwortelbeentjes (ossa tarsi)
- middenvoetsbeenderen (ossa metatarsii)
- teenkootjes (phalanges digitorum pedis)

gewrichten
- heupgewricht
- kniegewricht
- enkelgewricht of bovenste spronggewricht
- onderste spronggewricht
- overige voetgewrichten

spieren
bloedvoorziening
innervatie

## Pathologie
Veel voorkomende problemen ter hoogte van het been zijn:
- botbreuken
- diabetische voet
- etalagebenen
- groeipijn
- ischiaspijn
- jicht
- O-benen en X-benen
- peesrupturen
- voetbalknie
- platvoeten
- reuma
- spierdystrofieën
- verlammingen
- verstuikingen van de enkel
- voet- en teenschimmel
- wratten
- ziekte van Osgood-Schlatter

## Trivia
- De Russische Svetlana Pankratova heeft met een lengte van 132 cm de langste vrouwelijke benen ter wereld.